# Bokar

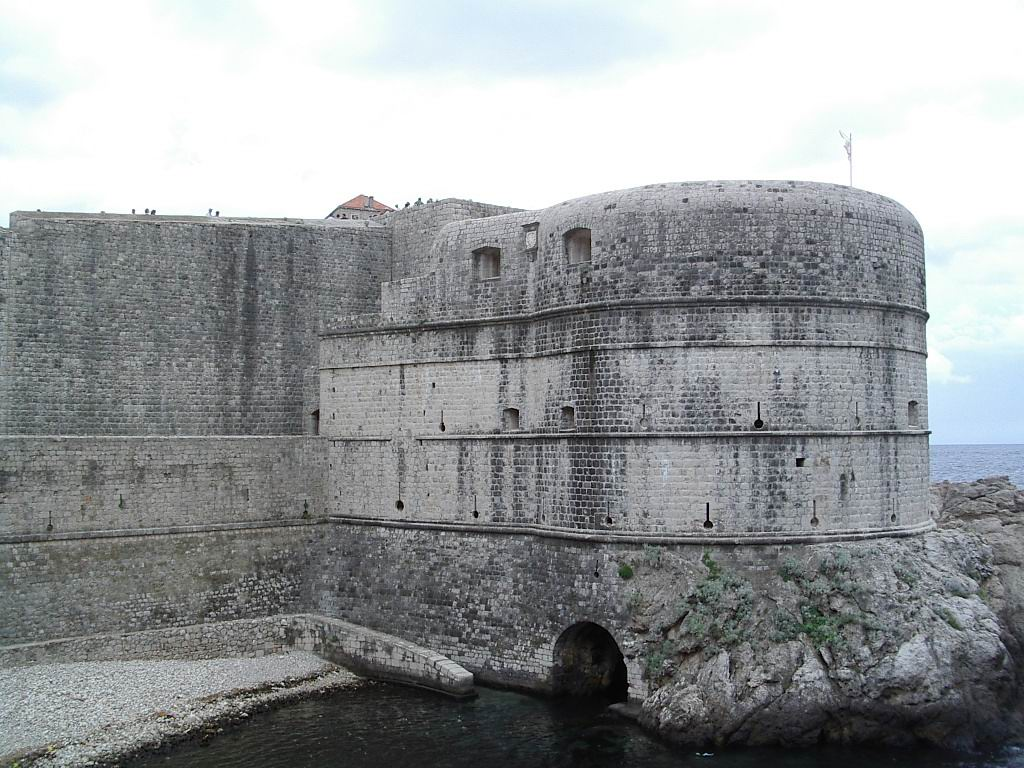
Torre Bokar

La Torre Bokar (també torre Zvjezdan) és una de les torres principals de les muralles de Dubrovnik a Croàcia, encarregada de protegir el flanc esquerre (mirant des mar) de la ciutat. Fa cara a mar i lateralment a una petita cala, l'altra banda de la qual està protegida per la fortalesa de Lovrijenac, que servia de suport a Bokar. Fou construïda seguint el disseny de l'arquitecte Michelozzi, el 1461 i s'hi van fer reformes el 1570.